# 石橋牌坊群
石橋牌坊群位於四川省达州市达县石橋鎮，1991年4月16日公佈為四川省第三批文物保護單位。2013年3月5日，以“列寧街石牌坊及紅軍標語”之名列為第七批全國重點文物保護單位。

## 簡介[3]
石橋老街上，由東向西均勻地矗立著4座牌坊，分別為清、造。4座牌坊均為3層斗拱，層層飛檐，除三號坊外，其他坊均以圓雕龍鳳高築正脊，飛檐翹角築以鏤空花卉圖案疊脊，輝煌氣派。坊上刻「五龍捧對」，各層點綴著或「八仙」、「普陀岩」、「桃園結義」、「二十四孝」等故事，或花卉、動物、琴棋書劍等圖案。4座坊共雕有人物480個，動物16組，匠心獨具，精美典雅。1933年8月，紅三十軍政治部進駐石橋鎮後，書寫標語口號，鏨刻宣傳標語，先後在街上四座牌坊和一些石壁如墓壁上刻下了「建立蘇維埃」、「平分土地」、「消滅劉湘」 、「打倒國民黨統治，建立蘇維埃政權！」等標語。
- 一號坊是為奉政大夫馬春芳之妻許氏所建。同治九年（1870年）建。
- 二號坊是為馬洲之妻郭氏所建。嘉慶二十二年（1817年）建。
- 三號坊是『旌表故處士徐文點之妻李氏建坊』。同治十年（1871年）建。
- 四號坊是為武生徐定國之妻汪氏所建。 光緒二十七年（1901年）建。